# Saro Urzì
Saro Urzì, all'anagrafe Rosario Urzì (Catania, 24 febbraio 1913 – San Giuseppe Vesuviano, 1º novembre 1979), è stato un attore italiano.

## Biografia

### Origini
Lasciata la Sicilia in cerca di fortuna, e dopo aver svolto in gioventù varie attività, approda a Roma dove comincia a lavorare nel cinema, dapprima come comparsa, controfigura e acrobata e poi come attore in particine marginali di diversi film degli anni trenta e quaranta, affinando il suo personaggio di caratterista siciliano, talvolta sanguigno e collerico, ma dotato di una grande carica umana. Di questo periodo ricordiamo Campo de' fiori (1943) di Mario Bonnard, La freccia nel fianco (1944) di Alberto Lattuada ed Emigrantes (1948) di Aldo Fabrizi.

### L'incontro con Pietro Germi
Nel 1948 Saro Urzì fu notato dal regista genovese Pietro Germi, e viene scelto per interpretare il personaggio del maresciallo nel film In nome della legge, e sul set si crea tra il regista e l'attore un'intesa che porterà Urzì ad essere presente in molte delle pellicole da lui girate (tra cui Il cammino della speranza del 1950, in cui affianca Raf Vallone), in cui sosterrà ruoli sempre più importanti, fino ad interpretare in Sedotta e abbandonata il personaggio del collerico e autoritario patriarca don Vincenzo Ascalone.

### Successo

Saro Urzì nel ruolo del Brusco, di fianco a Gino Cervi in quello di Peppone

La sua interpretazione nel film In nome della legge gli consente di vincere il Nastro d'argento nel 1949 quale miglior attore non protagonista. Successivamente il suo ruolo nel film Sedotta e abbandonata gli frutta il premio come migliore attore al Festival del Cinema di Cannes del 1964, nonché un secondo Nastro d'argento nel 1965.
Negli anni sessanta e settanta presta il suo volto e le sue inconfondibili caratterizzazioni in numerosi film, lavorando con i maggiori registi italiani del tempo, come Nanni Loy, Luigi Comencini, Alessandro Blasetti, Carlo Lizzani. Interpretando il personaggio del Brusco, braccio destro di Peppone, prese parte a tutti i cinque film della saga di Don Camillo tratti dai racconti di Giovannino Guareschi, con Gino Cervi e Fernandel. Oltre alle sue numerose apparizioni nel cinema, Urzì partecipò a programmi televisivi. Nel 1968 apparve nella commedia Johnny Belinda, diretta da Piero Schivazappa. Lavorò anche con registi stranieri, quali Joseph Losey e Claude Chabrol e apparve nel film Il padrino del 1972, diretto da Francis Ford Coppola e tratto dall'omonimo romanzo di Mario Puzo, nonché nella parodia dello stesso film Il figlioccio del padrino, girato nel 1973 da Mariano Laurenti, al fianco di Franco Franchi.

### Morte
A seguito di disturbi cardiocircolatori, morì per un ictus cerebrale nel 1979, durante una visita a casa della figlia. È tumulato nella cappella di famiglia del cimitero di San Giuseppe Vesuviano.

## Filmografia

Saro Urzì con Amedeo Nazzari ne Il brigante di Tacca del Lupo (1952)

Saro Urzì con Fernandel ne Il compagno don Camillo (1965)

Saro Urzì seduto tra Marco Tulli e Ignazio Balsamo in Don Camillo monsignore... ma non troppo (1961)

- Il sogno di Butterfly, regia di Carmine Gallone (1939)
- La conquista dell'aria, regia di Romolo Marcellini (1939)
- Senza cielo, regia di Alfredo Guarini (1940)
- Tosca, regia di Carl Koch (1941)
- La compagnia della teppa, regia di Corrado D'Errico (1941)
- Marco Visconti, regia di Mario Bonnard (1941)
- Pia de' Tolomei, regia di Esodo Pratelli (1941)
- Un colpo di pistola, regia di Renato Castellani (1942)
- Odessa in fiamme, regia di Carmine Gallone (1942)
- Giorno di nozze, regia di Goffredo Alessandrini (1942)
- Harlem, regia di Carmine Gallone (1943)
- Inviati speciali, regia di Romolo Marcellini (1943)
- Campo de' fiori, regia di Mario Bonnard (1943)
- La locandiera, regia di Luigi Chiarini (1944)
- La freccia nel fianco, regia di Alberto Lattuada (1945)
- Tombolo, paradiso nero, regia di Giorgio Ferroni (1947)
- 11 uomini e un pallone, regia di Giorgio Simonelli (1948)
- Emigrantes, regia di Aldo Fabrizi (1949)
- In nome della legge, regia di Pietro Germi (1949)
- Monastero di Santa Chiara, regia di Mario Sequi (1949)
- La mano della morta, regia di Carlo Campogalliani (1949)
- Gente così, regia di Fernando Cerchio (1949)
- Ho sognato il paradiso, regia di Giorgio Pàstina (1950)
- Patto col diavolo, regia di Luigi Chiarini (1950)
- Barriera a settentrione, regia di Luis Trenker (1950)
- Lo sparviero del Nilo, regia di Giacomo Gentilomo (1950)
- Il cammino della speranza, regia di Pietro Germi (1950)
- Il monello della strada, regia di Carlo Borghesio (1950)
- Il bivio, regia di Fernando Cerchio (1951)
- I falsari, regia di Franco Rossi (1951)
- Fuoco nero, regia di Silvio Siano (1951)
- La vendetta del corsaro, regia di Primo Zeglio (1951)
- Trieste mia!, regia di Mario Costa (1951)
- Don Camillo, regia di Julien Duvivier (1952)
- Una madre ritorna, regia di Roberto Bianchi Montero (1952)
- Il brigante di Tacca del Lupo, regia di Pietro Germi (1952)
- Cronaca di un delitto, regia di Mario Sequi (1953)
- Il ritorno di don Camillo, regia di Julien Duvivier (1953)
- Rivalità, regia di Giuliano Biagetti (1953)
- Il tesoro dell'Africa (Beat the Devil), regia di John Huston (1953)
- Opinione pubblica, regia di Maurizio Corgnati (1954)
- I cinque dell'Adamello, regia di Pino Mercanti (1954)
- Pane, amore e gelosia, regia di Luigi Comencini (1954)
- Amore e fango - Palude tragica, regia di Juan de Orduña (1954)
- Don Camillo e l'onorevole Peppone, regia di Carmine Gallone (1955)
- Motivo in maschera, regia di Stefano Canzio (1955)
- La ladra, regia di Mario Bonnard (1955)
- Il ferroviere, regia di Pietro Germi (1956)
- I fidanzati della morte, regia di Romolo Marcellini (1956)
- Dinanzi a noi il cielo, regia di Roberto Savarese (1957)
- L'uomo di paglia, regia di Pietro Germi (1958)
- Liana la schiava bianca, regia di Herman Leitner (1958)
- Nella città l'inferno, regia di Renato Castellani (1959)
- Nudi come Dio li creò, regia di Hanns Schott-Schöbinger (1959)
- Il figlio del corsaro rosso, regia di Primo Zeglio (1959)
- Un maledetto imbroglio, regia di Pietro Germi (1959)
- I mafiosi, regia di Roberto Mauri (1959)
- Cavalcata selvaggia, regia di Piero Pierotti (1960)
- Gli avventurieri dei tropici, regia di Sergio Bergonzelli (1960)
- Le femmine seminano il vento, regia di Louis Soulanes (1961)
- Un giorno da leoni, regia di Nanni Loy (1961)
- Passaporto falso, regia di Pierre Montazel (1961)
- Don Camillo monsignore... ma non troppo, regia di Carmine Gallone (1961)
- Lo sgarro, regia di Silvio Siano (1961)
- Divorzio alla siciliana, regia di Enzo Di Gianni (1963)
- Sedotta e abbandonata, regia di Pietro Germi (1964)
- Una storia di notte, regia di Luigi Petrini (1964)
- Il compagno don Camillo, regia di Luigi Comencini (1965)
- Colpo grosso ma non troppo (Le Corniaud), regia di Gérard Oury (1965)
- Missione Caracas, regia di Raoul Andrè (1965)
- Fortuna, regia di Menahem Golan (1966)
- Io, io, io... e gli altri, regia di Alessandro Blasetti (1966)
- Modesty Blaise - La bellissima che uccide, regia di Joseph Losey (1966)
- Romarey:operazione Mazaref, regia di Harald Reinl (1967)
- Ossessione nuda, regia di Marcel Camus (1967)
- Gente d'onore, regia di Folco Lulli (1967)
- Criminal story, regia di Claude Chabrol (1968)
- La ragazza della notte, regia di Marcel Camus (1968)
- Serafino, regia di Pietro Germi (1968)
- Un caso di coscienza, regia di Giovanni Grimaldi (1970)
- Principe coronato cercasi per ricca ereditiera, regia di Giovanni Grimaldi (1970)
- La prima notte del dottor Danieli, industriale, col complesso del... giocattolo, regia di Giovanni Grimaldi (1970)
- Le inibizioni del dottor Gaudenzi, vedovo, col complesso della buonanima, regia di Giovanni Grimaldi (1971)
- Il padrino, regia di Francis Ford Coppola (1972)
- Alfredo Alfredo, regia di Pietro Germi (1972)
- Torino nera, regia di Carlo Lizzani (1972)
- Il caso Pisciotta, regia di Eriprando Visconti (1972)
- Sgarro alla camorra, regia di Ettore Maria Fizzarotti (1973)
- Il figlioccio del padrino, regia di Mariano Laurenti (1973)
- Il sergente Rompiglioni diventa... caporale, regia di Mariano Laurenti (1975)
- Occhio alla vedova, regia di Sergio Pastore (1976)
- Giovannino, regia di Paolo Nuzzi (1976)

## Doppiatori italiani
- Mario Pisu in Il ritorno di don Camillo, Don Camillo e l'onorevole Peppone, Don Camillo monsignore... ma non troppo, Il compagno don Camillo
- Carlo Romano in Lo sparviero del Nilo, I cinque dell'Adamello
- Manlio Busoni in Il ferroviere, L'uomo di paglia
- Giorgio Capecchi in Rivalità, La ladra
- Mario Besesti in La vendetta del corsaro
- Paolo Ferrara in Il cammino della speranza
- Gaetano Verna in Don Camillo
- Olinto Cristina in Il brigante di Tacca del Lupo
- Antonio Guidi in La prima notte del dottor Danieli, industriale, col complesso del... giocattolo